# جان گلن
جان هرشل گلن جونیور (John Herschel Glenn Jr؛ زادهٔ ۱۸ ژوئیه ۱۹۲۱ در کمبریج، اوهایو - درگذشته ۸ دسامبر ۲۰۱۶) عضو سابق سپاه تفنگداران دریایی ایالات متحده آمریکا و مجلس سنای ایالات متحده آمریکا خلبان و سالمندترین فضانورد بود. او اولین آمریکایی در مدار زمین‌مرکزی و سومین آمریکایی در فضای بیرونی بود. او در سال ۱۹۶۲ سوار بر یک کپسول فضایی به نام "فرندشیپ ۷" به مدار رفت.

## ازدواج
جان گلن در سال ۱۹۴۳ با آنا مارگارت کاستور، که چند ماه از او بزرگتر بود، ازدواج کرد. این ازدواج تا زمان درگذشت همسرش در ماه فوریه ۲۰۱۶ دوام داشت. از این زوج دو فرزند باقی مانده‌است.

## آغاز فعالیت هوایی
او پیش از پیوستن به ناسا درجنگ جهانی دوم و جنگ کره به عنوان خلبان شکاری-بمب‌افکن شرکت کرده بود.

## نخستین صعود
در سال ۱۹۵۸، ناسا او را برای طی دوره آموزش فضانوردی انتخاب کرد. پس از ثبت رکورد سرعت در یک پرواز فراقاره‌ای به تیم مرکوری ۷ پیوست که اولین گروه از فضانوردان آمریکایی بودند. او روز ۲ فوریه ۱۹۶۲ از پایگاه نیروی هوایی کیپ کاناورال با فضاپیمای سرنشین‌دار «دوستی» به فضای بیرونی پرتاب شد و برای کمتر از ۵ ساعت در مدار بود. این پرواز حدود ده ماه پس از پرواز موفقیت‌آمیز یوری گاگارین، فضانورد شوروی به فضا انجام شد و به این ترتیب، جان گلن دومین انسانی بود که به فضا سفر کرد.

## صعود دوباره
جان گلن ۳۶ سال پس از پرواز تاریخی خود باردیگر به فضا رفت. او توانست ناسا را قانع کند که او را به عنوان یکی از کارشناسان فضاپیمای دیسکاوری به ایستگاه فضایی بین‌المللی اعزام کند. گفته می‌شود که گلن برای قانع کردن ناسا به قبول این درخواست، گفته بود او را به عنوان «موش آزمایشگاهی» و برای بررسی آثار بی‌وزنی بر سالمندان به فضا بفرستد؛ بنابراین در سال ۱۹۹۸ در سن ۷۷ سالگی و طی مأموریت اس‌تی‌اس-۹۵ به فضا سفر کرد و این بار نیز مسن‌ترین انسانی شد که به فضا رفت و پرواز فضایی مداری انجام داد.

## فعالیت سیاسی

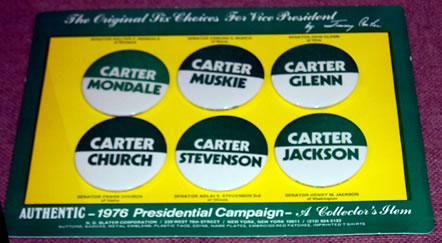
مرتبط

سفر فضایی جان گلن او را به یک قهرمان ملی تبدیل کرد و زمینه موفقیت او در فعالیت‌های سیاسی را فراهم آورد. وی پس از بازنشستگی از فضانوردی در سال ۱۹۷۴ به عنوان نماینده حزب دمکرات از ایالت اوهایو به مجلس سنای آمریکا راه یافت و تا ۱۹۹۹ به مدت ۲۵ سال خدمت و سپس از نمایندگی کناره‌گیری کرد.
در سال ۱۹۷۶ او داوطلبت نامزدی حزب دموکرات در انتخابات ریاست‌جمهوری ایالات متحده آمریکا شد اما نتوانست نامزدی این حزب را کسب کند.

## افتخارات
در سال ۲۰۱۱ جان گلن مدال طلای کنگره که بالاترین نشان افتخار غیرنظامی آمریکاست را دریافت کرد.
در سال ۲۰۱۲ باراک اوباما با اعطای «نشان افتخار آزادی رئیس‌جمهوری» به جان گلن از فعالیت‌های او تقدیر کرد.

## فعالیت اقتصادی
جان گلن بازرگان موفقی بود و توانست ثروت قابل توجهی به دست آورد.

## مرگ
جان گلن در ۸ دسامبر ۲۰۱۶ در سن ۹۵ سالگی درگذشت. او از یک هفته پیش از مرگش در شهر کلمبوس، اوهایو در بیمارستان بستری شده بود و درحالی درگذشت که فرزندان و همسرش، که ۷۳ سال با او زندگی کرد، در کنارش بودند. جان گلن در آرامستان ملی آرلینگتون به خاک سپرده شد.